# 4つの即興曲 D 935

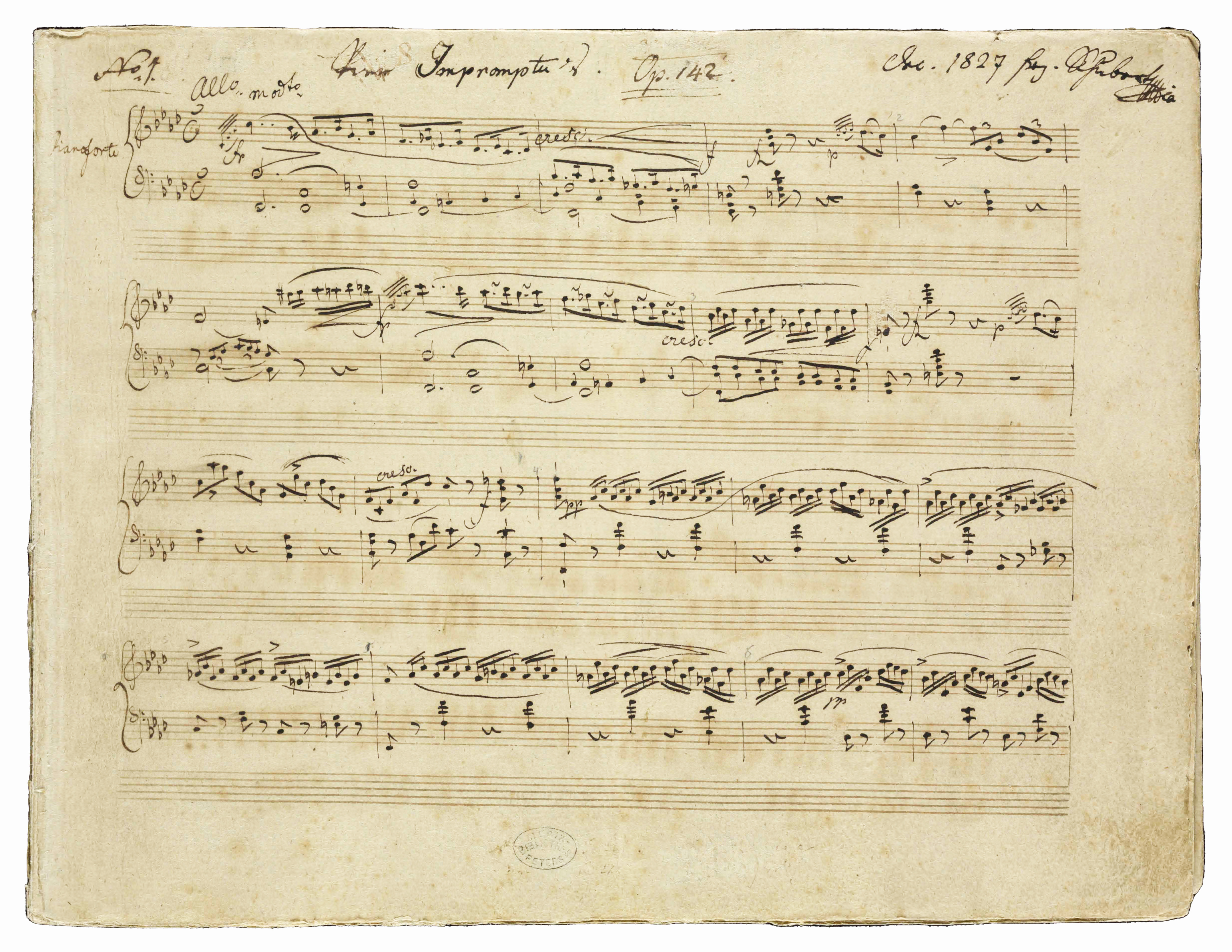
『4つの即興曲』（作品142, D 935）の自筆譜

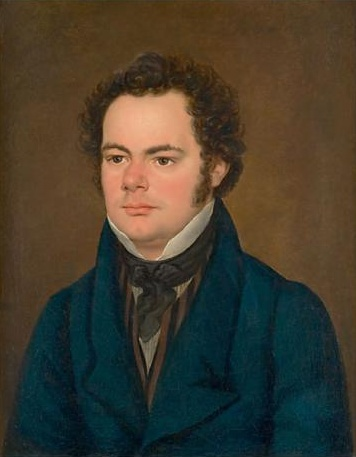
シューベルトの肖像画（1827年）

4つの即興曲 作品142, D 935 は、フランツ・シューベルトが最晩年の1827年に作曲したピアノ独奏のための即興曲。

## 概要
シューベルトは非常に多作な作曲家であり、病気や金銭面での苦悩にもかかわらず、最晩年の1820年代後半に膨大な量の作品を生み出した。この曲集は1827年の特に創造的な時期に作曲され、自筆譜には「1827年12月」とサインされている。同時期に作曲されたものとしては『4つの即興曲』（作品90, D 899）、『ピアノ三重奏曲第1番 変ロ長調』（作品99, D 898）、『同第2番 変ホ長調』（作品100, D 929）、『ヴァイオリンとピアノのための幻想曲 ハ長調』（D 934）など約30曲あまりの作品がある。
初演に関する詳しい記録はないが、おそらく1828年初頭にウィーンのハウスコンサートで初めて演奏され、シューベルトの2つのピアノ三重奏曲も初演したカール・マリア・フォン・ボックレトによって演奏されたと考えられている。
また、トビアス・ハスリンガーの手によって既に2つの即興曲（作品90の第1番と第2番）が出版されていたが、ハスリンガーは本曲集にはさほど興味を示さず、同様に難易度の問題などから「フランスでは売り物にならない」として、1828年10月（シューベルトが亡くなる前月）にはショット社によって出版を拒否されてしまった。そのため、この曲集はシューベルトの死後11年が経過した1839年に、アントン・ディアベリの手によってようやくウィーンで出版された。

## 曲の構成
本曲集はピアノソナタという形式を採らないものの、実質的に「大ソナタ」とも呼べる優れた構築性が認められ、特にロベルト・シューマンは第3番を除いた3曲を一組のソナタと考えており、また現在では4曲を一組として演奏されることも多い。

### 第1番 ヘ短調
アレグロ・モデラート、ヘ短調、4分の4拍子、展開部を欠いたソナタ形式（または大きな複合二部形式）。
下降音階を基調にした第1主題。右手の豊富な装飾音は作者が落ち着きない演奏を避けるため、あえて演奏者に負担を強いたといえる。第2主題は変イ短調。右手と左手との交差は、同時期に作曲した『ピアノソナタ第20番 イ長調』（D 959）と同様である。再現部で再びヘ短調になる。

### 第2番 変イ長調
アレグレット、変イ長調、4分の3拍子、複合三部形式。
優雅なメヌエット風の楽章であり、冒頭の旋律はベートーヴェンの『ピアノソナタ第12番 変イ長調《葬送》』の第1楽章を彷彿とさせ、また音楽学者のアルフレート・アインシュタインは、ベートーヴェンの『ピアノ三重奏曲第6番 変ホ長調』の第3楽章との類似性を指摘している。中間部は下属調の変ニ長調となり、軽やかな3連符のアルペッジョが続く。

### 第3番 変ロ長調
アンダンテ、変ロ長調、2分の2拍子（アラ・ブレーヴェ）、変奏曲形式。
本曲集の中で最も有名な曲であり、主題と5つの変奏からなる。シューベルトが好んで用いたダクチュル・リズム（長‐短短）で書かれた主題の「D-D-D-B♭-B♭-A-A-A-E♭」の旋律は、自身が作曲した劇付随音楽『キプロスの女王ロザムンデ』（作品26, D 797）の間奏曲から採られ、この旋律は本曲集が書かれる3年前に作曲された『弦楽四重奏曲第13番 イ短調《ロザムンデ》』（作品29, D 804）の第2楽章でも引用されている。
- 第1変奏は付点リズムの流れるような変奏であり、中声部に巧みな分散和音を組み込んでいる。
- 第2変奏は装飾音のついた6度の和声による変奏であり、途中左手のオクターヴが印象的。
- 第3変奏は同主調である変ロ短調に転調し、三連符が全曲を支配する。
- 第4変奏は変ト長調となり、右手の速い分散和音にロマン的なF♭音が織り込まれている。また、シンコペーションも効果に用いられている。
- 第5変奏は音階を元にした華麗なものであり、演奏技術が必要である。再び低音で主題がG♭音を伴って回想され、静かに終わる。

なお、本曲集を高く評価していたシューマンは、この第3番だけは「平凡な主題と、同じく平凡な一連の変奏」と批判的に捉えている。また、日本ではかつて東京電力のCMや『音楽の広場』などでも用いられた。

### 第4番 ヘ短調
アレグロ・スケルツァンド、ヘ短調、8分の3拍子、三部形式。
「スケルツァンド」とあるようにスケルツォ風な楽曲であるが、主題やその扱い方からどちらかというとラプソディに近く、曲集のフィナーレにふさわしい作品。また、第4番は本曲集の中でも最も演奏技術が問われる作品であり、時にはオクターヴのユニゾンで現れる音階やアルペッジョ、分散和音、3度の素早いパッセージ、トリルなど、さまざまなピアノの演奏技法を駆使して書かれている。
装飾音がついた「C-C-D♭-C-C-C-D♭-C」の主題で始まり、中間部は変イ長調と変イ短調がつかず離れず音階・ユニゾンで現れる。コーダはピウ・プレストのオクターヴ。

## ソナタ理論
シューベルトは本曲集を多楽章のピアノソナタとみなしていたのではないかと推測されており、特にロベルト・シューマンやアルフレート・アインシュタインは、その構造的および主題的な関連性からそのように主張している。しかし、この主張にはチャールズ・フィスク（Charles Fisk）のような音楽学者が異議を唱えており、フィスクは本曲集とシューベルトのピアノソナタとの間には重要な違いがあると主張している。また、シューベルトは当初、この曲集にそれぞれ第5番から第8番と番号を付けていたことから、元々は「作品90」（D 899）の続きとなることを意図していたと考えられている。